# Josephine Barstow
Dame Josephine Clare Barstow (Sheffield, 27 settembre 1940) è un soprano inglese.

## Biografia

### Carriera
Nata a Sheffield, Josephine Barstow ha studiato all'Università di Birmingham e ha fatto il suo debutto sulle scene nel 1964 come Mimì nella tournée de La bohème con la compagnia Opera for All. Successivamente vinse una borsa di studio per perfezionarsi presso il London Opera Centre tra il 1965 e il 1966 e la stagione seguente si affermò sulle scene londinesi cantando Euridice in Orfeo ed Euridice e Violetta ne La traviata al Teatro Sadler's Wells. Nel 1968 firmò un contratto triennale con la Welsh National Opera, per cui cantò i ruoli della Contessa ne Le nozze di Figaro, Fiordiligi in Così fan tutte, Violetta ne La traviata, Amelia in Simon Boccanegra ed Elisabetta in Don Carlo.
Nel 1969 fece il suo debutto alla Royal Opera House come seconda nipote in Peter Grimes e da allora godette di una lunga carriera di successo a Covent Garden che la vide apprezzata interprete di ruoli come Denise nella prima di The Knot Garden, Salome in Salomè, Ellen Orford in Peter Grimes, Elena in Sogno di una notte di mezza estate, Lucia in Cavalleria Rusticana, Leonore in Fidelio, Lady Macbeth in Macbeth e infine la Contessa ne La dama di picche nel 2002. Nel 1977 esordì alla Metropolitan Opera House come Musetta ne La bohème. Nel 1986 fece il suo debutto in Unione Sovietica, dove cantò Tosca nell'opera di Puccini e Lady Macbeth nell'opera di Verdi. Due anni più tardi cantò nuovamente Tosca accanto a Luciano Pavarotti sotto la direzione di Herbert von Karajan e Amelia in Un ballo in maschera accanto a Placido Domingo sotto la direzione di Georg Solti. Inoltre, fu Mamma Lucia in Cavalleria Rusticana al Teatre del Liceu di Barcellona.
La sua carriera è legata soprattutto all'English National Opera, per cui ha cantato Euridice in Orfeo ed Euridice (1967), Cherubino ne Le nozze di Figaro (1968), Jeanne ne I diavoli di Loudun (1973), Violetta ne La traviata (1973), Floria Tosca in Tosca (1976, 1986), l'eponima protagonista in Aida (1977), Leonora ne La forza del destino (1978, 1992), Arabella in Arabella (1980), Leonore in Fidelio (1980), Musetta ne La bohème (1982, 1986), Donna Anna in Don Giovanni (1987), Katarina in Lady Macbeth del Distretto di Mcensk (1987, 1991), Ellen Orford in Peter Grimes (1991). Frequente collaboratrice dell'Opera North, ha cantato per loro Aida (1997), Elisabetta in Gloriana (1993, 1997, 2001), Lady Macbeth in Macbeth (1987), Marie in Wozzeck (1997), la Medea di Cherubini (1996), Tosca, Lady Billows in Albert Herring,  Contessa ne La dama di picche e Odabella in Attila.
Con il diradamento della carriera operistica una volta superata la sessantina, Josephine Barstow si è dedicata al musical. Nel 2007 ha cantato il ruolo di Heidi Schiller in un allestimento concertistico di Follies al London Palladium e nel 2017 ha interpretato nuovamente il ruolo in un revival del musical al National Theatre. Nel 2021 è tornata a cantare per l'Opera North in un revival di A Little Night Music.

### Vita privata
Fu sposata con Terry Hands dal 1964 al 1967 e poi con Ande Anderson dal 1968 alla morte dell'uomo nel 1996.

## Repertorio
| Ruolo                       | Titolo                               | Autore     |
| --------------------------- | ------------------------------------ | ---------- |
| Leonore                     | Fidelio                              | Beethoven  |
| Marie                       | Wozzeck                              | Berg       |
| Lady Billows                | Albert Herring                       | Britten    |
| Elizabeth                   | Gloriana                             | Britten    |
| Ellen Orford Seconda nipote | Peter Grimes                         | Britten    |
| Elena                       | Sogno di una notte di mezza estate   | Britten    |
| Contessa                    | La dama di picche                    | Čajkovskij |
| Medea                       | Medea                                | Cherubini  |
| Euridice                    | Orfeo ed Euridice                    | Gluck      |
| Emilia Marty                | L'affare Makropulos                  | Janáček    |
| Kostelnička Buryjovka       | Jenůfa                               | Janáček    |
| Marfa Kabanová              | Káťa Kabanová                        | Janáček    |
| Lucia Santuzza              | Cavalleria rusticana                 | Mascagni   |
| Elettra                     | Idomeneo                             | Mozart     |
| Fiordiligi                  | Così fan tutte                       | Mozart     |
| Donna Anna                  | Don Giovanni                         | Mozart     |
| Rosina Cherubino            | Le nozze di Figaro                   | Mozart     |
| Jeanne                      | I diavoli di Loudun                  | Penderecki |
| Madre Maria                 | I dialoghi delle Carmelitane         | Poulenc    |
| Natasha                     | Guerra e pace                        | Prokof'ev  |
| Mimì Musetta                | La bohème                            | Puccini    |
| Tosca                       | Tosca                                | Puccini    |
| Madame Armfeldt             | A Little Night Music                 | Sondheim   |
| Heidi Schiller              | Follies                              | Sondheim   |
| Katerina L'vovna Izmajlova  | Lady Macbeth del Distretto di Mcensk | Šostakovič |
| Salomè                      | Salomè                               | Strauss    |
| Arabella                    | Arabella                             | Strauss    |
| La marescialla              | Il cavaliere della rosa              | Strauss    |
| Crisotemide                 | Elettra                              | Strauss    |
| Gayle                       | The Ice Break                        | Tippett    |
| Denise                      | The Knot Garden                      | Tippett    |
| Aida                        | Aida                                 | Verdi      |
| Odabella                    | Attila                               | Verdi      |
| Amelia                      | Un ballo in maschera                 | Verdi      |
| Elisabetta                  | Don Carlo                            | Verdi      |
| Mrs Alice Page              | Falstaff                             | Verdi      |
| Lenora                      | La forza del destino                 | Verdi      |
| Lady Macbeth                | Macbeth                              | Verdi      |
| Abigaille                   | Nabucco                              | Verdi      |
| Amalia                      | Simon Boccanegra                     | Verdi      |
| Violetta                    | La traviata                          | Verdi      |
| Gutrune                     | Il crepuscolo degli dei              | Wagner     |
| Sieglinde                   | La Valchiria                         | Wagner     |

## CD parziale
- Britten, Gloriana - Mackerras/Barstow/Langridge, 1992 Decca
- Britten: Albert Herring - Josephine Barstow/Robert Lloyd, 2003 Naxos
- Poulenc: The Carmelites - Josephine Barstow/Felicity Palmer/Ryland Davies/English National Opera Chorus & Orchestra/Paul Daniel/Toby Stafford-Allen/Peter Wedd/Sarah Tynan/Roland Wood/Ashley Holland/Jane Powell/Orla Boylan/William Berger/Anne-Marie Gibbons/Catrin Wyn-Davies/Gary Coward/Natalie Herman/James B. Edwards/David Stephenson, 2006 Chandos
- Verdi, Ballo in maschera - Karajan/Domingo/Barstow/Nucci, 1989 Deutsche Grammophon
- Verdi: Arias - Josephine Barstow, 1998 JAY

## DVD
- Britten: Gloriana - regia Phyllida Lloyd, 2000 Opus Arte/Naxos
- Britten: Owen Wingrave - Josephine Barstow/Kent Nagano, 2001 Arthaus Musik/Naxos
- Mozart: Idomeneo (Glyndebourne, 1974) - Josephine Barstow/John Pritchard (direttore d'orchestra), Arthaus Musik/Naxos
- Verdi: Un ballo in maschera (Salzburg Festival, 1990) - Plácido Domingo/Leo Nucci/Sumi Jo/Josephine Barstow/Georg Solti, regia John Schlesinger, Arthaus Musik/Naxos
- Verdi: Macbeth (Glyndebourne, 1972) - Josephine Barstow/John Pritchard, Arthaus Musik/Naxos